# Plano (geometria)

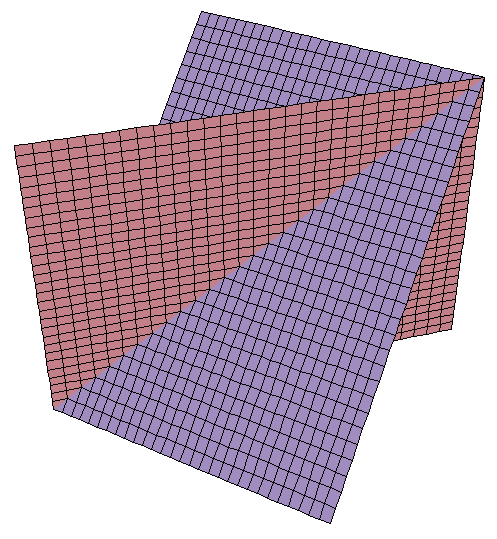
Dois planos não paralelos no espaço

Na matemática, um plano é um ente primitivo geométrico infinito a duas dimensões. Nos Elementos de Euclides, não possui definição enquanto conceito genérico. Mas um plano qualquer é definido, ou determinado, de várias formas equivalentes. 
Em uma geometria Infinitesimal, é possível definir de forma genérica um plano como um conjunto infinito de retas, onde todas são perpendiculares a um mesmo vetor (vetor normal do plano). 

## Planos no espaço
Um plano em ℝ3 pode ser definido
- dando um ponto do plano e um vetor normal a esse plano;
- dando um ponto do plano e dois vetores do plano;
- dando uma reta do plano e um ponto do plano exterior a esta reta;
- dando duas retas do plano;
- dando três pontos não colineares

## Geometria Euclidiana
No Espaço euclidiano, um plano é uma superfície tal que, dada a quaisquer pontos na superfície, a superfície também contém a única linha reta que passa pelos pontos. 
A estrutura fundamental de dois planos sempre será a mesma. Na matemática isto pode ser determinado como "homomorfismo". Informalmente, isso ocorre quando dois planos parecem o mesmo.
Um plano pode ser unicamente determinado por um destes objetos:
- três pontos não-colineares (não estão numa mesma reta)
- uma reta e um ponto fora desta reta
- duas retas concorrentes (duas retas que se cruzam num único ponto)
- duas retas paralelas distintas

### Orientação

Três planos paralelos.

Como as linhas, os planos podem ser paralelos ou concorrentes. Diferentemente das linhas, os planos não podem ser deformes.Linhas traçadas em dois planos paralelos podem ser paralelas ou deformes, mas nunca concorrentes. Planos concorrentes podem ser perpendiculares, ou podem formar outros ângulos.

## Planos embutidos no R3
Essa seção fala de planos com três dimensões : especificamente, no ℝ3.

### Propriedades
No espaço euclidiano tridimensional, nós podemos explorar os seguintes factos que não detêm, em dimensões superiores:
- Dois planos são ou paralelos ou concorrentes.
- Uma linha ou é paralela ou é concorrente num único ponto ou está contida no plano.
- Duas linhas perpendiculares para o mesmo plano devem ser paralelas entre si.
- Dois planos perpendiculares para a mesma linha devem ser paralelos entre si.
- O plano é uma superfície mínima